# Centulle II de Bigorre
Centulle II († 1129) est un comte de Bigorre de 1113 à 1129, fils de Centulle V, vicomte de Béarn et de Béatrix Ire, comtesse de Bigorre.

## Biographie

### Filiation
La plupart des auteurs s’accordent à dire que Centulle II est fils du vicomte Centulle V de Béarn et de la comtesse Béatrix Ire de Bigorre, le frère et successeur de Bernard III et le demi-frère (consanguin) de Gaston IV de Béarn.
Mais la Foundation for Medieval Genealogy, pourtant fiable en général, indique qu’il est fils de Bernard III tout en précisant que la source qui permet d’établir la filiation n’est pas identifiée. Il indique bien un frère de Bernard III nommé Centulle, qui est cité dans une charte du 8 juillet 1117 : Gasto vicecommes Bearnensis et Centullus frater eius …. Il est possible que, comme le Centulle de cette charte de 1117 n’est pas mentionné comme comte de Bigorre alors que Centulle II succède à Bernard III en 1113, la Fondation n’a pas voulu considérer les deux Centulle comme une unique personne. 
À l'appui de la thèse communément acceptée, il y a la succession du Fézensac : Anicelle de Fézensac, fille et héritière d’Astenove II, comte de Fézensac, épouse en premières noces le comte Bernard III de Bigorre. Veuve, elle se remarie avec le comte Géraud III d'Armagnac. Quand Anicelle meurt, peu après 1160, c’est son fils Bernard IV d'Armagnac qui lui succède. Si Anicelle avait eu au moins un fils de son premier mariage, on comprendrait mal pourquoi le Fézensac serait hérité par un fils du second mariage.
Il y a également des éléments chronologiques en faveur de cette thèse : si Centulle est fils de Bernard III et d'Anicelle, il ne peut naître qu’après 1110, date du mariage de ses parents. Comme Bernard III meurt en 1113, il lui succèderait à l'âge de trois ans, ce qui implique une régence nullement confirmée par les actes. Bernard III, né vers 1080 et marié avec Anicelle en 1110, soit âgé d’environ 30 ans, a pu s’être marié avant (ce qui résoudrait les problèmes de la succession de Fézensac), mais Centulle II deviendrait comte de Bigorre à l’âge de onze douze ans, ce qui implique également une régence.
En conclusion, même si la thèse « Centulle II fils de Bernard III et d’une première épouse » peut être soutenu, il est préférable de considérer que Centulle II et Bernard III étaient frères, thèse qui requiert moins d’éléments inconnus (Méthode du rasoir d’Occam).

### Règne
Son père est assassiné à Tena en 1090 et il n'a alors pas plus de neuf ans. Bernard III, âgé de pas plus de dix ans, succède à son père, sous la régence de sa mère. Peu après les habitants de la vallée de Barèges se révoltent, interdisent l'accès de la vallée à la comtesse et à sa famille, puis font emprisonner Centulle. Avec l'aide des habitants d’une vallée voisine, Béatrix parvient à réprimer la rébellion.
On dit qu’il s'engagea dans la première croisade en 1097, à la suite de son demi-frère Gaston IV de Béarn. Âgé d'environ seize ans, simple fils cadet sans terre et page de son demi-frère, il n'est pas cité dans les témoignages, mais la chose est possible. Ils rejoignent la croisade après la prise d’Antioche, participent à la prise de Jérusalem, puis à la bataille d’Ascalon.
Il succède à son frère Bernard III en 1113 et doit soumettre son vassal Sanche Garcia d'Aure, qui refuse de lui rendre hommage. Par la suite, Sanche Garcia se révoltera à plusieurs reprises, soutenu par le comte de Comminges, Bernard Ier, ennemi de Centulle II.
En 1114, il accompagne Gaston IV de Béarn en Espagne pour lutter contre les Maures (Reconquista). En effet, après la mort du Cid en 1099, la ville de Valence a été conquise par les Almoravides en 1102. Plusieurs seigneurs occitans se regroupent sous la bannière d'Alphonse Ier, roi d’Aragon et assiègent Saragosse en mars 1118. Les Almoravides tentent de mettre fin au siège, mais n’empêchent pas la prise de la ville au mois de décembre. En 1119, Centulle II participe à la conquête de la forteresse de Tudèle et aux opérations menées dans la vallée de l'Alhama, puis à la conquête de Tarazona. En récompense, Gaston IV est nommé gouverneur de Saragosse, et Centulle II obtient des privilèges sur cette ville et sur Tarazona. Mais contrairement à Gaston IV, suffisamment fort pour conserver son indépendance, il doit rendre hommage au roi d'Aragon pour la Bigorre en 1122. En 1127, il intervient pour rétablir la paix entre Alphonse Ier et le roi de Castille, Alphonse VII, pour conclure le pacte de Támara.

## Mariage et enfants
La seule épouse connue de Centulle II est Étiennette (ou Stéphanie) de Barcelone, épousée en 1128. Centulle II a eu une seule fille, Béatrix II, dont le fils, Centulle III de Bigorre, se marie en 1155. Cela place la naissance de Centulle III avant 1130 (s'il se marie à 15 ans) et se mère ne peut donc pas être née du mariage de Centulle II et d'Étiennette de Barcelone, impliquant une première épouse.
De cette première épouse inconnue, Centulle II a eu :
- Béatrix II († après 1148), mariée à Pierre, vicomte de Marsan.

Veuf, il se remarie en 1128 avec Étiennette (ou Stéphanie) de Barcelone, fille de Raimond-Bérenger III, comte de Barcelone et de Douce Ire, comtesse de Provence. Il n'y a pas d'enfants connus nés de ce mariage. Veuve, Étiennette de Barcelone se remarie en 1130 avec Raymond Arnaud II de Gascogne, (+ 1167) vicomte de Dax et seigneur de Mixe.

## Annexe